# La paura nel cuore
La paura nel cuore (Fanaa) è un film indiano diretto da Kunal Kohli nel 2006.

## Trama
Zooni è una giovane ragazza cieca (di estrema bellezza) che per la prima volta viene lasciata andare con le sue amiche dai genitori a Nuova Delhi. Lì conosce Rehan, una guida molto affascinante. Non ascoltando ciò che le suggerivano le amiche, lei ha una relazione con lui. Dopo essere rimasta incinta, decidono di sposarsi e Rehan fa di tutto per aiutarla a riacquistare la vista. Quando Zooni fa l'intervento agli occhi, ancora convalescente, le viene comunicato che il futuro marito è morto in un attentato terroristico. Zooni, sconvolta dalla notizia, torna con i genitori e con suo figlio in Kashmir ricominciando una nuova vita. Nel frattempo muore anche la mamma, ormai anziana e Zooni si occupa di tutte le faccende domestiche. Qualche anno più tardi si presenta alla porta un soldato che chiede aiuto: Rehan. Zooni così scopre che l'uomo che ama e che ha sempre amato è un ricercato terrorista e, dopo che lui ha ucciso il padre e il vicino, si vede costretta ad ucciderlo per evitare che muoiano milioni di persone in un attentato con la bomba atomica.

## Titolo
Fanaa è una parola di origine persiana che significa perdersi dentro qualcuno fino a perdere la propria identità o la propria vita. La parola ha origine negli ambienti sufi, ossia le correnti mistiche dell'Islam. Il termine si riferisce appunto alla completa fusione o al dissolversi con l'assoluto, nello specifico Dio.